# 1000 Forms of Fear
1000 Forms of Fear is het zesde studioalbum van de Australische zangers Sia. Het album werd uitgebracht op 4 juli 2014 door Monkey Puzzle en RCA Records wereldwijd, en door Inertia Records in Australië. Als hoofdzakelijk electropop album bevat het ook invloeden van reggae en hiphop. In het album zingt Sia over het omgaan met drugsverslaving en een bipolaire stoornis.
1000 Forms of Fear kreeg over het algemeen positieve reviews, voornamelijk over Sia's stem en de teksten. Het album stond op nummer 1 van de Billboard 200 en verkocht in de eerste week 52.000 stuks. Het album behaalde ook de top van de Australische en Canadese hitlijsten, en kwam in de top 5 in Denemarken, Nieuw-Zeeland, Noorwegen, Zweden, Zwitserland en het Verenigd Koninkrijk. In oktober 2015 kreeg het album goud van RIAA in de Verenigde Staten. In januari 2016 waren er wereldwijd een miljoen albums verkocht.
De eerste uitgebrachte single, Chandelier werd een wereldwijde top-10 hit. Zo stond het op nummer 8 van de Billboard Hot 100 en werd genomineerd voor 4 Grammy's; Song of the Year, Record of the Year, Best Pop Solo Performance en Best Music Video.
Om het album te promoten verscheen Sia in verschillende tv-shows, waaronder The Ellen DeGeneres Show en Jimmy Kimmel Live!. Maddie Ziegler speelde hier haar persona en verscheen uiteindelijk in drie muziekvideo's van het album.
Met 1000 Forms of Fear won Sia drie ARIA Music Awards in 2014 en werd benoemd als een van de beste album van 2014 door onder andere The Boston Globe en Rolling Stone.

## Tracklist

### 1000 Forms of Fear -Standaard editie
| Nr. | Titel                    | Duur |
| --- | ------------------------ | ---- |
| 1.  | "Chandelier"             | 3:36 |
| 2.  | "Big Girls Cry"          | 3:30 |
| 3.  | "Burn the Pages"         | 3:15 |
| 4.  | "Eye of the Needle"      | 4:08 |
| 5.  | "Hostage"                | 2:56 |
| 6.  | "Straight for the Knife" | 3:31 |
| 7.  | "Fair Game"              | 3:51 |
| 8.  | "Elastic Heart"          | 4:17 |
| 9.  | "Free the Animal"        | 4:24 |
| 10. | "Fire Meet Gasoline"     | 4:01 |
| 11. | "Cellophane"             | 4:25 |
| 12. | "Dressed in Black"       | 6:40 |